# Frank M. Robinson
Frank M. Robinson (Chicago, 9 agosto 1926 – San Francisco, 30 giugno 2014) è stato uno scrittore statunitense di romanzi di fantascienza e techno-thriller.

## Biografia
Nato a Chicago, nell'Illinois, figlio di un falsario di assegni, Frank cominciò da ragazzo a lavorare nell'International Service, passando poi alla Ziff-Davis. Durante la seconda guerra mondiale si arruolò in Marina; alla fine della guerra si specializzò in fisica al Beloit College, laureandosi nel 1950. In seguito, come riportato dal suo sito web ufficiale, non riuscì a trovare lavoro come scrittore per cui tornò in Marina a prestare servizio in Corea, dove continuò a scrivere e a leggere molto, riuscendo infine a farsi pubblicare sulla rivista Astounding Science-Fiction.
Dopo questo periodo in Marina, frequentò un corso specialistico in giornalismo e quindi lavorò per il supplemento domenicale di un giornale di Chicago. Presto tuttavia passò a Science Digest, nel quale rimase a lavorare tra il 1956 e il 1959. In seguito lavorò in molte riviste per uomini, quali Rogue (1959–65) e Cavalier (1965–66). Nel 1969 la rivista Playboy gli offrì di rilevare la rubrica del Playboy Advisor ed egli accettò, rimanendo in Playboy fino al 1973, quando si dedicò a tempo pieno alla scrittura.
Trasferitosi a San Francisco negli anni settanta, Robinson, che è apertamente omosessuale, fu autore di discorsi per il noto politico gay Harvey Milk; in seguito ebbe anche un piccolo ruolo nel film Milk.
È autore di 18 libri (fino al 2008) e curatore di altri due, oltre ad aver firmato numerosi articoli. Tre dei suoi romanzi sono stati portati sul grande schermo: Troppo poco (The Power, 1956), L'inferno di cristallo (The Glass Inferno, 1974) e The Gold Crew, gli ultimi due scritti in collaborazione con Thomas N. Scortia. Il primo narra la storia di un ricercatore il quale scopre poteri psichici in un suo collega, venendo fatalmente ostacolato quando tenta di saperne di più; il romanzo fu adattato divenendo in film come La forza invisibile (The Power) nel 1968. Il thriller tecnologico L'inferno di cristallo fu combinato con il romanzo di Richard Martin Stern La torre (The Tower, 1973) e portato sul grande schermo nel 1974 con il titolo L'inferno di cristallo (The Towering Inferno). The Gold Crew, che narra del rischio di una guerra nucleare, divenne una miniserie della NBC dal titolo The Fifth Missile.
Oltre a L'inferno di cristallo e The Gold Crew, Robinson collaborò in numerose altre opere con Scortia, tra i quali The Prometheus Crisis, The Nightmare Factor e Blow-Out. Tra le opere più recenti, The Dark Beyond the Stars e una versione modificata di The Power (2000) molto simile per le tematiche a Waiting (1999), un altro romanzo di Robinson. Il suo ultimo romanzo è un thriller medico su un ladro di organi dal titolo The Donor.

## Opere

### Romanzi
- Troppo poco (The Power, 1956).
- L'inferno di cristallo (The Glass Inferno, 1974), con Thomas N. Scortia.
- The Prometheus Crisis, 1975, con Thomas N. Scortia.
- The Nightmare Factor, 1978, con Thomas N. Scortia.
- The Gold Crew, 1980, con Thomas N. Scortia.
- The Great Divide, 1982, con John F. Levin.
- Blow-Out!, 1987, con Thomas N. Scortia.
- The Dark Beyond the Stars, 1991.
- Death of a Marionette, 1995, con Paul Hull.
- Waiting, 1999.
- The Donor, 2004.

### Raccolte di racconti
- A Life in the Day of... and Other Short Stories, 1981). Contiene 9 racconti: 
  - The Maze, 1950.
  - The Reluctant Heroes, 1951. Racconto lungo.
  - The Fire and the Sword, 1951. Racconto lungo.
  - The Santa Claus Planet, 1951. Racconto lungo.
  - The Hunting Season, 1951. Racconto lungo.
  - The Wreck of the Ship John B., 1967. Racconto lungo.
  - East Wind, West Wind, 1972. Racconto lungo.
  - A Life in the Day of..., 1969.
  - Downhill All the Way, 1974.
- Through My Glasses Darkly, a cura du Robin Wayne Bailey (2002). Contiene 5 racconti: 
  - Causes, 1997. Racconto lungo.
  - East Wind, West Wind, 1972. Racconto lungo.
  - The Hunting Season, 1951. Racconto lungo.
  - A Life in the Day Of..., 1969.
  - Hail, Hail, Rock and Roll, 1994.

### Racconti
Racconti non raccolti in originale.
- Situation Thirty, 1951.
- Due settimane in agosto o Due settimane d'agosto (Two Weeks in August, 1951).
- Beyond the Ultra-Violet, 1951.
- Good Luck, Columbus!, 1951.
- Untitled Story, 1951. Racconto lungo.
- You've Got to Believe, 1951.
- Le ragazze della Terra (The Girls from Earth, 1952). Racconto lungo.
- Viewpoint, 1953.
- The Night Shift, 1953.
- Muscle Man, 1953.
- Gioco a quiz (Quiz Game, 1953).
- La scommessa , (The Day the World Ended, 1953).
- Decision, 1953.
- Guaranteed - Forever!, 1953.
- The Siren Sounds at Midnight, 1953.
- Planted!, AKA The Observer, 1953.
- Quarter in the Slot, 1954.
- Il solitario (The Lonely Man, 1954).
- The Worlds of Joe Shannon, 1954.
- One Thousand Miles Up, 1954.
- Gli oceani sono grandi (The Oceans Are Wide, 1954). Romanzo breve.
- The Dead End Kids of Space, 1954. Racconto lungo.
- Cosmic Saboteur, 1955. Racconto lungo.
- Dream Street, 1955.
- Four Hours to Eternity, 1955.
- You Don't Walk Alone, 1955.
- Wanted: One Sane Man, 1955. Racconto lungo.
- A Rover I Will Be, 1960.
- Merry Christmas, No. 30267, 1993.
- Il gigantesco sterminio (The Greatest Dying, 1993).
- 1969 Hail, Hail, Rock and Roll, 1994.
- Dealer's Choice, 1994.
- One Month in 1907, 1994.
- The Phantom of the Barbary Coast, 1995. Racconto lungo.
- Infallibility, Obedience, and Acts of Contrition, 1997). Raccolto nell'antologia ucronica di Mike Resnick Alternate Tyrants.
- Love Story, 2003.
- The Errand Boy, 2010. Racconto lungo.

### Poemi
- The Nether Gardens, 1945.

### Saggistica
Autobiografia
- Not So Good a Gay Man: A Memoir, 2017.

Guide
- Pulp Culture: The Art of Fiction Magazines, 1998, con Lawrence Davidson.
- Science Fiction of the 20th Century: An Illustrated History, 1999.

Aiuto-aiuto
- Therapeutic Re-Creation: Ideas and Experiences, 1974.
- A Holistic Perspective on the Disabled Child: Applications in Camping, Recreation, and Community Life, 1985.
- Coping+plus: Dimensions of Disability, 1995, con Dwight Woodworth Jr., Doe West.